# Calectasia cyanea
Calectasia cyanea är en enhjärtbladig växtart som beskrevs av Robert Brown. Calectasia cyanea ingår i släktet Calectasia och familjen Dasypogonaceae. Inga underarter finns listade.

## Bildgalleri

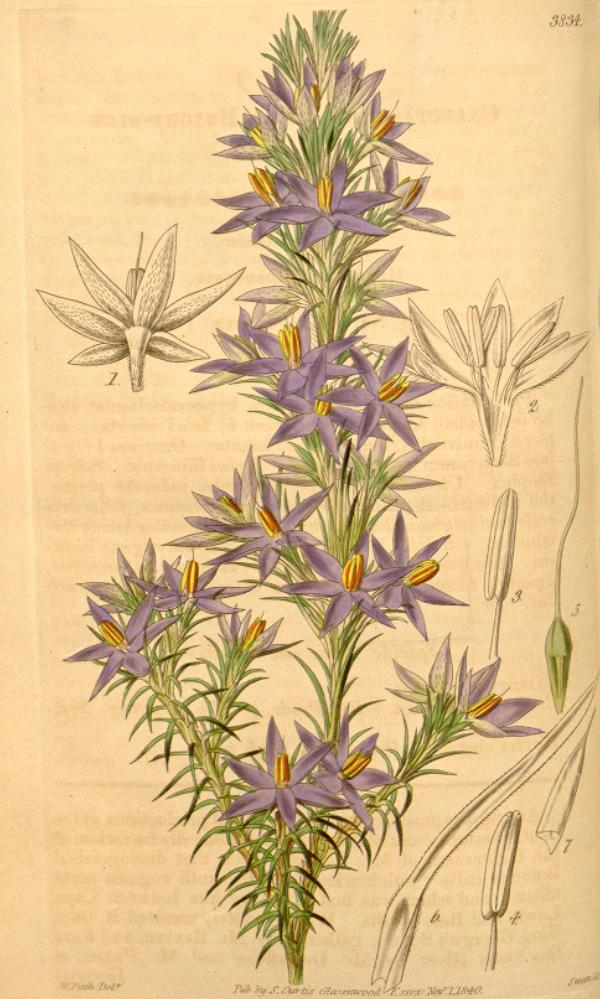